# Gławowica
Gławowica, Glavovica (maced. Главовица) – wieś w północno-wschodniej Macedonii Północnej, w gminie Koczani.